# Frank Wendeberg

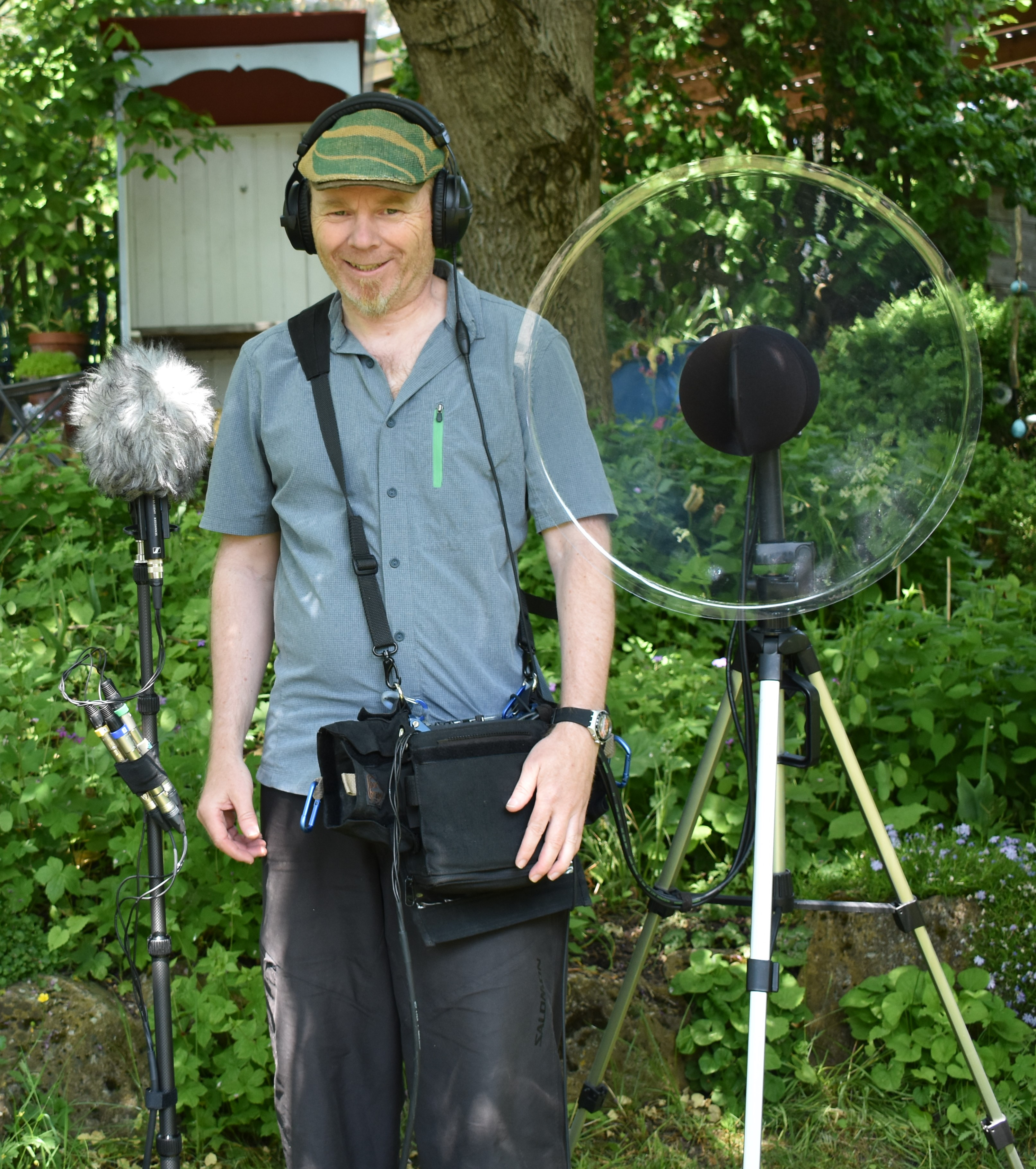
Frank Wendeberg bei Tonaufnahmen

Frank Wendeberg (* 10. Februar 1971 in Wiesbaden) ist ein deutscher Musiker, Komponist, Produzent, Klangforscher und Psychologe. Überregional bekannt wurde er durch das Projekt „Im Vielklang mit der Natur“, für das er gemeinsam mit seiner Frau Ursula Wendeberg ab 2018 die 16 Nationalparks in Deutschland bereist hat, um die dortigen spezifischen Soundscapes, die typischen Geräusche und Tierlaute aufzunehmen. Diese Aufnahmen verarbeitete er zu einem Konzertprogramm und tourt seither mit dem Projekt durch Deutschland.

## Leben
Frank Wendeberg lebt mit seiner Frau Ursula in Regenstauf bei Regensburg in Bayern und betreibt das Tonstudio Otter Records. Seine musikalische Ausbildung erhielt Frank Wendeberg unter anderem in Orchester-Schlagwerk, Drumset, Mallets und Percussion. 2018 haben Ursula und Frank Wendeberg ihr Musik- und Umweltbildungs-Projekt „Im Vielklang mit der Natur“ gestartet.

### Musiker und Komponist
Die musikalische Laufbahn von Frank Wendeberg begann im Alter von acht Jahren mit Privatunterricht bei Karl Setzer von der Musikhochschule Frankfurt in Orchesterschlagwerk. Es folgten die ersten Hörfunk-Produktionen mit dem Hessischen Rundfunk und Konzertreisen mit dem Hanauer Percussion Ensemble unter der Leitung von Martin Amend, bei dem er auch Unterricht in Rock- und Jazz-Schlagzeug sowie Melodie-Schlagwerk (Xylophon, Marimbaphon, Vibraphon) nahm. Es folgten eigene Bands und Projekte wie z. B.:
- Auryn – Vibraphon, Marimba, Percussion & Klavier / Keyboards mit Christian Ferber
- Acoustic Root – Melodic Ethno Jazz mit Thomas Archinal (Gitarre), Markus Puhane (Bass), Jens Josef (Querflöte), Dirk Rohrbach (Percussion) und Frank Wendeberg (Drums & Marimbaphon)
- Tongestalt – poetische Musik in Naturtonstimmung mit Andreas Rüsing (Klavier) und Gitti Rüsing (Gesang, Flöte)
- Didgeriloop – mit Peter Knoll (Gitarre) und Hugo Schöning (Didgeridoo)
- Pura Crema – mit Heinz Grobmeier (Saxophon & Flöte) und Peter Knoll (Gitarre)
- Sauna-Musik – Solo-Projekt mit Kompositionen für Sauna-Gänge und Entspannung

Er wirkte bei über 200 CD-, Studio-, Hörbuch-, Hörfunk-, Theater-, Film- und Fernsehproduktionen mit sowie bei Konzerten und Tourneen.

### Produzent und Labelinhaber Otter Records
1998 gründete Frank Wendeberg sein Tonstudio und Label Otter Records (LC 10396).

### Klangforscher
Bereits mit acht Jahren bekam Frank Wendeberg sein erstes Tonaufnahme-Gerät und experimentierte fortan mit Natur- und Musikaufnahmen. So entstanden auch bei Reisen (u. a. in die Wildnis Australiens) zahlreiche Fieldrecordings und Soundscapes. Darüber hinaus interessiert ihn die akustische Klang-Erzeugung sowie die Wahrnehmung und Verarbeitung von Klängen und Vibrationen. Dem konnte er sich u. a. auch in seinen Forschungsprojekten an der TU Darmstadt widmen. Mit dem Aufkommen der immersiven dreidimensionalen Audio-Aufnahme-Verfahren engagiert er sich zusammen mit seiner Frau Ursula seit 2018 in dem Projekt „Im Vielklang mit der Natur“ und verbindet dabei hochwertige Natur-Tonaufnahmen mit Forschung, Umweltbildung und Musik-Kompositionen, um Menschen die faszinierende Schönheit der Natur näher zu bringen. Unter dem Motto „Auf dem Klangteppich der Wildnis durch die 16 deutschen Nationalparks“ entstanden so Hörstreifzüge durch die Juwelen der deutschen Schutzgebiete. Mit Spezial-Mikrophonen wie Ambeo-Surround-, Ultraschall-, Unter-Wasser-, Richtrohr-, Stethoskop-, Kontakt-, Geophon- sowie dreikanaligem Parabol-Mikrophon entwickelte Frank Wendeberg sich zu einem Klangforscher im Bereich der Naturschutzszene mit Kooperationspartnern (s. u.).
Mit dem Projekt „Wissenschaft hörbar machen“ schlägt er mit Audifikationen und Sonifikationen die Brücke zwischen Forschung, der Wissenschaftskommunikation, dem Hören und der Musik. Hier arbeitet Wendeberg auch mit der Technischen Universität München zusammen.

### Ausbildung
Nach seinem Abitur 1990 in Hanau folgte ein Diplom-Studium der Psychologie (an der TU Darmstadt mit Nebenfach Psychopathologie in Frankfurt und am Centro di Salute Mentale in Triest / Italien sowie mit einer Forschungsarbeit zur Musikwahrnehmung und zur Arbeit mit Wasser-Klang-Betten in der Therapie) sowie Weiterbildungen in Musiktherapie (Uni Siegen) und Tontechnik. Seit 1997 arbeitet er als Diplom-Psychologe u. a. bei der Blindeninstitutsstiftung, den Dr. Loew´schen Einrichtungen, dem Bezirksklinikum Regensburg, als Fachdienst in verschiedenen Integrationskindergärten sowie in eigener Praxis.

### Dozent und Workshopleiter
Als Dozent und Trainer leitet Frank Wendeberg Workshops zu verschiedenen Themen (wie z. B. „Einsatz von Musik in der Arbeit mit Menschen mit Behinderungen“, „Werteorientierte Lebens- und Karriere-Planung“, „Zukunftsvisionen“, „Ethik in der Wissenschaft“, „Wissenschaft hörbar machen“, „Fieldrecording in der wissenschaftlichen Forschung“ u. a.) an unterschiedlichen Universitäten und Bildungseinrichtungen.

## Musik-Projekte

### Im Vielklang mit der Natur
„Im Vielklang mit der Natur. - Auf dem Klangteppich der Wildnis durch die deutschen Nationalparks“ ist ein Musik- und Umweltbildungsprojekt von Ursula und Frank Wendeberg. In allen 16 Nationalparks Deutschlands haben sie Soundscapes, typische Geräusche und Tierlaute aufgenommen. Sie wollten hören, wie es klingt, wenn man nach dem Motto vorgeht: „Natur Natur sein lassen“. Daraus gestalteten sie ihr Viel-Klang-Konzertprogramm. Anlässlich mehrerer Nationalpark-Jubiläen touren sie damit seit 2020 durch die Schutzgebiete. Am Ende jeder Veranstaltung übergeben sie das Projekt an eine lokale Künstlerin oder Künstler. Der „Vielklang“ soll Faszination, tieferes Verständnis und Respekt für die Natur vermitteln. Inzwischen haben sich daraus weitere Projekte und Kooperationen mit Künstlern, Naturschutzverbänden, der UNESCO, Hörfunk- und Fernsehstationen sowie verschiedenen Universitäten, Forschungs- und Bildungseinrichtungen entwickelt.

### Programm Himmelsleiter
Im Zuge des Tourneeprogramms „Im Vielklang der Natur“ entstand das Programm „Himmelsleiter“ speziell für Kirchen und religiöse Anlässe. Es wurde im Jahr 2023 im Rahmen einer ökumenischen Kunstaktion entwickelt und in Kirchen zusammen mit einer Licht-Leiter-Installation uraufgeführt. Bei dem Konzert erwarten die Besucher schwebende Melodien auf dem Vibraphon zu Rufen von Fledermäusen und rhythmische Töne auf dem Handpan im Duett mit einem Drosselrohrsänger.

### Scala Tympani Band
Das Band-Projekt Scala Tympani von Helmut C. Kaiser und Frank Wendeberg ist ein Trommelkonzertprogramm mit melodisch-feurigen Rhythmen, groovende Beats, choreographierten Trommeleinlagen unter Einsatz vielfältiger und unterschiedlicher Percussion- und Melodieinstrumenten aus aller Welt sowie eine darauf abgestimmte Lichtshow.

### KlangLichtSpiel
Das Projekt KlangLichtSpiel ist ein Solo Programm von Frank Wendeberg mit Musik und Lichtdesign. Neben Live-Konzerten und Installationen für Museen und Events arbeitet er auch immer wieder mit verschiedenen Künstlern und Fotografen unter diesem Projektnamen zusammen.

### Zungenzauber
Zusammen mit Susanne Goebel hat Frank Wendeberg 2024 das Duo ZungenZauber gegründet. Die neu geschaffene Weiterentwicklung des afrikanischen Daumenklaviers – die Array Mbira – hat die beiden mit ihren 150 Metall-Zungen dazu inspiriert, die Zungen von Mensch, Natur und Instrumenten kreativ zu fusionieren und einfühlsamen Herzensgesang mit kreativer Weltpercussion zu vereinen.

### Karin Simon und Band
Beim Kabarett-Programm „Zum Sterben schön“ von Karin Simon mit ihrer Band trat Frank Wendeberg mit Percussion, Schlagzeug und Mbira auf.

## Veröffentlichungen und Audio-Produktionen
Frank Wendeberg wirkte bei über 200 CD-, Studio-, Hörbuch-, Hörfunk-, Theater-, Film- und Fernsehproduktionen mit. Die CD-Musik-Produktionen sind alle in der Deutschen Nationalbibliothek gelistet.
Auflistung (unvollständig):
- 1995: AURYN: Begegnungen (CD, 1995), erschienen beim Label Acoustic Department, Vertrieb über Otter Records, LC 10396, Bestell-Nr.: AU-CD-03
- 1997: AURYN: Nachttänzer (CD, 1997), erschienen beim Label United Power Fields, Vertrieb über Otter Records, LC 10396, Bestell-Nr.: AU-CD-04
- 1998: Sweet cherry tea: Private Chezz (CD, 1998), erschienen beim Label Otter Records, LC 10396, Bestell-Nr.: SC-CD-01
- 1999:
  - Acoustic root: Chamäleon (CD, 1999), erschienen beim Label Otter Records, LC 10396, Bestell-Nr.: AR-CD-03
  - Regensburger Weltmusik Sampler 1 - 4 (CDs, 1999, 2001, 2003 & 2006), alle erschienen beim Label Otter Records, LC 10396
- 2000:
  - Frank Wendeberg: Durch Lauschen Entspannen (CD, 2000), erschienen beim Label Otter Records, LC 10396, Bestell-Nr.: DLE-CD-01
  - Music tribe: Peace on Earth (CD, 2000), erschienen beim Label Otter Records, LC 10396, Bestell-Nr.: MT-CD-01
- 2002: Tropfsteinhöhle Schulerloch: Klangreise in die Unterwelt (CD, 2002), erschienen beim Label Otter Records, LC 10396, Bestell-Nr.: TS-CD-02
- 2004:
  - Scala Tympani: Magic Drum (CD, 2004), erschienen beim Label Otter Records, LC 10396, Bestell-Nr.: ST-CD-04
  - Scala Tympani: Go!Drum (CD, 2004), erschienen beim Label Otter Records, LC 10396, Bestell-Nr.: OR-CD-030, EAN 4260047540303
- Tropfsteinhöhle Schulerloch: Höhlenmusik (CD, 2004), erschienen beim Label Otter Records, LC 10396, Bestell-Nr.: TS-CD-03
- Aus der verrückten Welt des Joachim Ringelnatz (CD, 2004), erschienen beim Label Otter Records, LC 10396, Bestell-Nr.: RI-CD-01, EAN 4260047540327 und über den LohrBär-Verlag (CD & Download, 2008), ISBN 978-3-939529-06-4
- 2007: Tongestalt: Talismane (CD, 2007), erschienen beim Label Otter Records, LC 10396, Bestell-Nr.: OR-CD-047, EAN 4260047540471
- 2011:
  - Tongestalt: Goethes West-östlicher Divan (CD, 2011), erschienen beim Label Otter Records, LC 10396, Bestell-Nr.: OR-CD-059, EAN 4260047540594
  - Jon Raphael: Pantastinationen (CD, 2011), erschienen beim Label Otter Records, LC 10396, Bestell-Nr.: OR-CD-061, EAN 4260047540617
  - Tonzauber: Weltmusik trifft Performance (CD, 2011), erschienen beim Label Otter Records, LC 10396, Bestell-Nr.: OR-CD-067, EAN 4260047540479
  - Scala Tympani: Am Puls der Welt (CD, 2011), erschienen beim Label Otter Records, LC 10396, Bestell-Nr.: OR-CD-068, EAN 4260047540686
  - Didgeriloop: Tiefenrausch (CD, 2011), erschienen beim Label Otter Records, LC 10396, Bestell-Nr.: OR-CD-072, EAN 4260047540723
  - Christa - Das Musical (CD, 2011), erschienen beim Label Otter Records, LC 10396, Bestell-Nr.: OR-CD-073, EAN 4260047540730
- 2020:
  - Im Vielklang mit der Natur: Auf dem Klangteppich der Wildnis durch die deutschen Nationalparks (Hörstreifzüge, 2 CDs & Download, 2020), erschienen beim Label Otter Records, LC 10396, Bestell-Nr.: OR-CD-100, EAN 4260047541003
  - Im Vielklang mit der Natur: Natur-Klang-Musik (CD & Download, 2020), erschienen beim Label Otter Records, LC 10396, Bestell-Nr.: OR-CD-101, EAN 4260047541010
- 2021: Im Vielklang mit der Natur: Naturbaden im Advent (Download, 2021), erschienen beim Label Otter Records, LC 10396, Bestell-Nr.: OR-CD-103, EAN 4260047541034
- 2022:
  - Helmut C. Kaiser: Heilsame Kraft der Musik (3 CDs, 2022), erschienen beim Label Otter Records, LC 10396, Bestell-Nr.: OR-CD-105, EAN 4260047541058
  - Faszination Gregorianik (CD, 2022), erschienen beim Label Otter Records, LC 10396, Bestell-Nr.: OR-CD-107, EAN 4260047541072
- 2023:
  - Pura Crema: Glas-Master (Download-Album, 2023), erschienen beim Label Otter Records, LC 10396, Bestell-Nr.: OR-CD-111, EAN 4260047541119
  - Karin Simon & Band: Zum Sterben schön (Download-Album, 2023), erschienen beim Label Otter Records, LC 10396, Bestell-Nr.: OR-CD-112, EAN 4260047541126
- 2024:
  - Im Vielklang mit der Natur: Kiebitz - Vogel des Jahres 2024 (Musik-Video, 2024), erschienen beim Label Otter Records, LC 10396, YouTube-Kanal Frank Wendeberg
- Zungenzauber (CD & Download-Album, 2024), erschienen beim Label Otter Records, LC 10396, Bestell-Nr.: OR-CD-116, EAN 4260047541164